# Miquel Nelom
Miquel Nelom est un footballeur néerlandais, né le 22 septembre 1990 à Rotterdam aux Pays-Bas. Il évolue comme arrière latéral à l'Hibernian FC.

## Biographie
Né à Rotterdam, Nelom est formé dans le grand club local du Feyenoord. 
En 2009, il rejoint le voisin du SBV Excelsior pour deux saisons. 
Le 5 mai 2011, en fin de contrat et après une saison 2010-2011 convaincante, le Feyenoord annonce son retour et l'accord conclu pour un contrat de deux ans. 
Il joue son premier match international avec l'équipe des Pays-Bas le 7 juin 2013 contre l'Indonésie.
Le 27 janvier 2018, il est prêté pour six mois au club voisin du Sparta Rotterdam.
Il n'est pas conservé par le Feyenoord à l'issue de la saison.
Le 20 septembre 2018, libre depuis son départ du Feyenoord Rotterdam, il s'engage pour une saison avec l'Hibernian FC.

## Palmarès
- Coupe des Pays-Bas en 2016
- Championnat des Pays-Bas en 2017